# Gumiel de Mercado
Gumiel de Mercado ist ein nordspanischer Ort und eine Gemeinde (municipio) mit 380 Einwohnern (Stand: 2024) im Süden der Provinz Burgos in der Autonomen Gemeinschaft Kastilien und León.

## Lage und Klima
Der aus zwei Pfarrgemeinden bestehende Ort Gumiel de Mercado liegt zu Füßen eines ehemaligen Festungshügels am Rand des Tales des Río Gromejón in der Kastilischen Hochebene (meseta) ca. 85 km (Fahrtstrecke) südlich der Provinzhauptstadt Burgos bzw. gut 13 km nordwestlich der Stadt Aranda de Duero in einer Höhe von ca. 830 m. Das Klima ist gemäßigt bis warm; Regen (ca. 470 mm/Jahr) fällt übers Jahr verteilt.

## Bevölkerungsentwicklung
| Jahr      | 1857  | 1900  | 1950  | 2000 | 2018 |
| Einwohner | 1.653 | 1.722 | 1.672 | 370  | 310  |

Die Mechanisierung der Landwirtschaft und die Aufgabe bäuerlicher Kleinbetriebe haben seit den 1950er Jahren zu einem Mangel an Arbeitsplätzen und in der Folge zu einer Abwanderung eines Großteils der Bevölkerung in die größeren Städte geführt (Landflucht). Zur Gemeinde gehört auch der noch etwa 30 Einwohner zählende Weiler (pedanía) Ventosilla.

## Wirtschaft
Die Region war jahrhundertelang nahezu ausschließlich zum Zweck der Selbstversorgung von der Landwirtschaft geprägt; große Bedeutung hatten auch die Viehzucht und der Weinbau. Haltbare oder haltbar gemachte Lebensmittel wie Getreide, Käse, Wurst etc. konnten auf den Märkten in Aranda de Duero getauscht oder verkauft werden; der Wein der Region wurde bis nach Mittel- und Nordeuropa verschifft. Die Gemeinde gehört heute zum Weinbaugebiet Ribera del Duero.

## Geschichte
Funde aus keltischer, römischer, westgotischer und selbst aus islamisch-maurischer Zeit wurden auf dem Gemeindegebiet bislang nicht gemacht. Wahrscheinlich gegen Ende des 9. Jahrhunderts wurde die Gegend von Diego Rodríguez Porcelos (reg. 873–885), dem zweiten Grafen Kastiliens und Gründer von Burgos zurückerobert (reconquista) und von ihm selbst und seinen Nachfolgern mit Christen aus dem Norden und Mozarabern wiederbesiedelt (repoblación). In späterer Zeit wuchsen die beiden Ortsteile und ihre Pfarrgemeinden zu einem über 1.500 Einwohner zählenden Marktort heran.

## Sehenswürdigkeiten

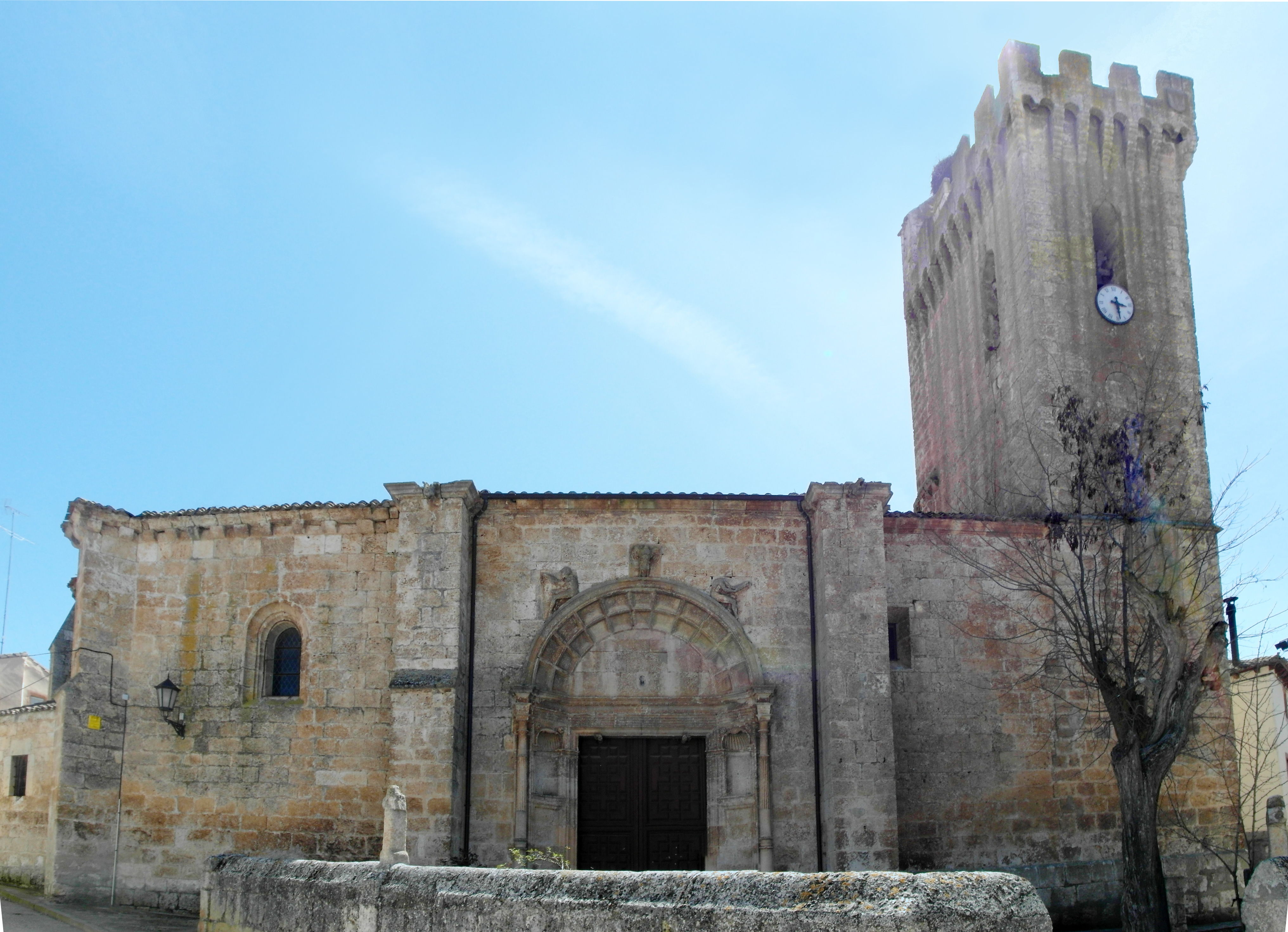
Iglesia de San Pedro Apóstol

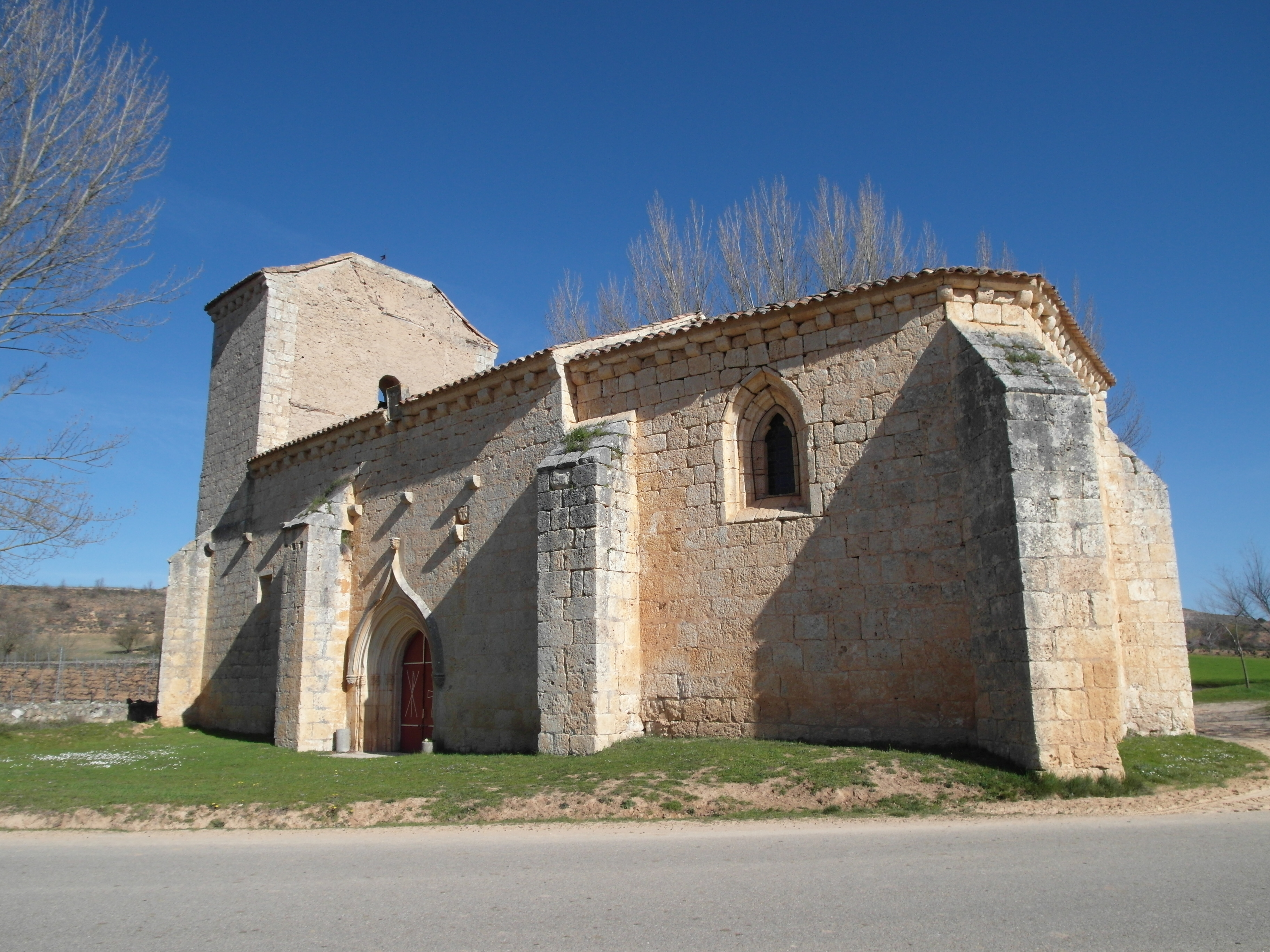
Ermita de San Juan

- Die wegen ihres zinnenbewehrten Glockenturms (campanario) ziemlich wehrhaft aussehende Iglesia de San Pedro Apóstol entstand im 15. und 16. Jahrhundert. Das Renaissance-Portal mit seinen aus aneinandergereihten Kassettenfeldern gebildeten Archivolten befindet sich unüblicherweise auf der Nordseite der Kirche. In ihrem zweischiffigen Innern bewahrt sie eine Figur des gekreuzigten Christus aus dem 15. Jahrhundert.[4]
- Die etwa 150 m entfernte und im 15. Jahrhundert erbaute Iglesia de Santa María la Mayor wird von einem imposanten Glockenturm überragt. Das Innere der Kirche ist dreischiffig und besitzt ein Altarretabel (retablo) im spätbarocken Stil des Churriguerismus.[5]
- In das bröselige Gestein des ehemaligen Burgbergs (Cerro del Castillo) sind zahlreiche Felsenkeller (bodegas) hineingetrieben worden. Von der ehemaligen Burg ist so gut wie nichts mehr erhalten.

Umgebung
- Die ca. 3 km südöstlich des Ortes inmitten der Felder und Weinfelder gelegene Ermita de San Juan ist ein Bauwerk des 16. Jahrhunderts mit Turm und Kielbogenportal. Etwas überdimensioniert wirkende Strebepfeiler stützen die aus exakt behauenen Steinen bestehenden Außenwände.[6]